# Rem als Jocs Olímpics d'estiu de 1932
Als Jocs Olímpics d'Estiu de 1932 celebrats a la ciutat de Los Angeles (Estats Units) es disputaren 7 proves de rem, totes elles en categoria masculina. Les proves es desenvoluparen entre els dies 9 i 13 d'agost de 1932.

## Comitès participants
Hi participaren un total de 153 remers de 13 comitès nacionals diferents:
| - Alemanya (16) - Austràlia (1) - Brasil (18) - Canadà (16) - Estats Units (26) - França (5) - Itàlia (20) | - Japó (14) - Països Baixos (2) - Nova Zelanda (11) - Polònia (8) - Regne Unit (15) - Uruguai (1) |

## Resum de medalles
| Prova                        | Or | Plata | Bronze |
| Scull individual detalls     | Bobby Pearce | William Miller | Guillermo Douglas |
| Doble scull detalls          | Estats UnitsKenneth Myers · William Gilmore | AlemanyaHerbert Buhtz · Gerhard Boetzelen | CanadàCharles Edward Pratt · Noël de Mille |
| Dos sense timoner detalls    | Regne UnitLewis Clive · Hugh Edwards | Nova ZelandaCyril Stiles · Fred Thompson | PolòniaHenryk Budziński · Jan Krenz-Mikołajczak |
| Dos amb timoner detalls      | Estats UnitsJoseph Schauers · Charles Kieffer · Edward Jennings                                                                                           | PolòniaJerzy Braun · Janusz Ślązak · Jerzy Skolimowski | FrançaAnselme Brusa · André Giriat · Pierre Brunet |
| Quatre sense timoner detalls | Regne UnitJohn Badcock · Hugh Edwards · Jack Beresford · Rowland George                                                                                   | AlemanyaKarl Aletter · Ernst Gaber · Walter Flinsch · Hans Maier                                                                                                  | ItàliaAntonio Ghiardello · Francesco Cossu · Giliante D'Este · Antonio Garzoni Provenzani                                                             |
| Quatre amb timoner detalls   | AlemanyaHans Eller · Horst Hoeck · Walter Meyer · Joachim Spremberg · Carlheinz Neumann                                                                   | ItàliaBruno Vattovaz · Giovanni Plazzer · Riccardo Divora · Bruno Parovel · Giovanni Scher                                                                        | PolòniaJerzy Braun · Janusz Ślązak · Stanisław Urban · Edward Kobyliński · Jerzy Skolimowski                                                          |
| Vuit amb timoner detalls     | Estats UnitsEdwin Salisbury · James Blair · Duncan Gregg · David Dunlap · Burton Jastram · Charles Chandler · Harold Tower · Winslow Hall · Norris Graham | ItàliaVittorio Cioni · Mario Balleri · Renato Bracci · Dino Barsotti · Roberto Vestrini · Guglielmo Del Bimbo · Enrico Garzelli · Renato Barbieri · Cesare Milani | CanadàEarl Eastwood · Joseph Harris · Stanley Stanyar · Harry Fry · Cedric Liddell · William Thoburn · Donald Boal · Albert Taylor · George MacDonald |

## Medaller
| Posició | País         | Or | Argent | Bronze | Total |
| 1       | Estats Units | 3  | 1      | 0      | 4     |
| 2       | Regne Unit   | 2  | 0      | 0      | 2     |
| 3       | Alemanya     | 1  | 2      | 0      | 3     |
| 4       | Austràlia    | 1  | 0      | 0      | 1     |
| 5       | Itàlia       | 0  | 2      | 1      | 3     |
| 6       | Polònia      | 0  | 1      | 2      | 2     |
| 7       | Nova Zelanda | 0  | 1      | 0      | 1     |
| 8       | Canadà       | 0  | 0      | 2      | 2     |
| 9       | Uruguai      | 0  | 0      | 1      | 1     |
| 9       | França       | 0  | 0      | 1      | 1     |